# Séjour irrégulier en France
Pour un article plus général, voir Immigration en France.
 (janvier 2024).
Le séjour irrégulier en France est le fait pour un étranger de résider en France sans disposer d'un titre de séjour requis dans le cadre de la législation française de l'immigration (CESEDA).
Une situation de séjour irrégulier a deux origines possibles : soit un étranger est entré   sur le territoire sans disposer des documents nécessaires (visa ou titre de séjour), le plus souvent de façon clandestine, soit il y est demeuré après l'expiration de son droit au séjour (visa ou titre de séjour). Les mineurs ne relèvent pas de la législation sur le séjour, ils ne peuvent être considérés comme irréguliers qu'en suivant la situation de leurs parents.
Selon le ministère de l'Intérieur, entre 1998 et 2002, 90 % des étrangers en situation irrégulière (« sans-papiers ») étaient entrés sur le territoire français de façon légale, l'illégalité de leur situation n'intervenant qu'après l'expiration de leur droit au séjour, souvent après un refus de l'administration de le leur renouveler ou prolonger.

## Évaluation et estimations
Les données concernant le nombre de personnes en situation irrégulière sur le territoire national ne sont que des évaluations de par la nature même de cette situation. Les plus courantes oscillent entre 200 000 et 400 000 personnes. Pour 2004, la Direction centrale de la Police aux frontières (à l'époque DICCILEC) avance le chiffre de 200 000 irréguliers mais, de son côté, le Bureau international du travail estime qu'ils sont 400 000. En mai 2005, Dominique de Villepin, alors ministre de l’Intérieur, estime le nombre d’immigrés en situation irrégulière sur le territoire français entre 200 000 et 400 000 personnes[citation nécessaire].
Le nombre d'infractions à la législation sur les étrangers a chuté de 56 % entre août 2012 et juillet 2013, après la prise en compte d'une décision de la Cour européenne de justice considérant que le séjour irrégulier n'est plus un délit.
Une indication du nombre de séjours irréguliers est donnée par le nombre de personnes qui perçoivent l’aide médicale d'État (AME) bien que tous les clandestins n’en soient pas bénéficiaires : elles étaient plus de 334 000 en 2019, avant la crise du coronavirus. Une étude de l'Institut de recherche et documentation en économie de la santé (Irdes) publiée en novembre 2019 révèle que seules 51% des personnes éligibles à l'AME en bénéficient. Un rapport de la Cour des comptes indique que le nombre de bénéficiaires de l'AME se monte à 439 000 personnes en juin 2023.
Le 21 novembre 2021, le ministre de l'Intérieur Gérald Darmanin déclarait que la France comptait 600 000 à 700 000 sans-papiers. En décembre 2023, il évoque devant le Sénat, une fourchette « entre 600 000 et 900 000 » personnes.

## Régularisations
En 2009, plus de 20 000 étrangers en situation irrégulière ont été régularisés en France. Les régularisations se font par plusieurs voies :

### Régularisations par le travail
En 2008, 2 800 travailleurs sans papiers ont reçu une carte de séjour par les préfectures au titre de l'article 40 de la loi Hortefeux de novembre 2007. En 2009, leur nombre doit être équivalent.

### Admissions exceptionnelles au séjour accordées à titre humanitaire
Instituée par la loi Sarkozy de juillet 2006, la régularisation à titre humanitaire est laissée à la discrétion des préfets et n'est pas officiellement comptabilisée. Quelque 3 000 personnes seraient concernées chaque année. La loi Sarkozy avait abrogé la régularisation de plein droit après dix années de résidence en France.

### Admissions exceptionnelle au séjour (AES)
Le 24 janvier 2025, le ministre de l'Intérieur Bruno Retailleau met en place une nouvelle circulaire, remplaçant celle de Manuel Valls de 2012, exigeant la durée nécessaire en France de sept ans contre cinq ans auparavant. La nouvelle circulaire en matière d'immigration exige la maîtrise de la langue française ; il faut désormais justifier d'un diplôme français ou d'une attestation de son niveau de langage. Le demandeur étranger doit désormais s'engager par contrat à respecter les valeurs de la République française.

### Cartes de séjour délivrées pour liens personnels et familiaux
L'admission au séjour pour raisons familiales est le mode de régularisation le plus fréquent. Instaurée par la loi Chevènement de 1998, cette carte est attribuée à un étranger « dont les liens personnels et familiaux en France sont tels que le refus d'autoriser son séjour porterait une atteinte disproportionnée à son droit au respect de sa vie privée et familiale ». Ces attributions familiales ont d'abord augmenté (de 3 314 en 1999 à 22 195 en 2006) puis se sont réduites par la suite (15 858 en 2008 et 10 917 de janvier à septembre 2009.

## Reconduites aux frontières et éloignements
Les immigrés en situation irrégulière peuvent être soumis à une procédure d'éloignement. 

### Évolution
Le nombre de reconduites aux frontières a été relativement stable autour, de 10 000 personnes, jusqu'à 2002. Le nombre d'éloignements d'étrangers en situation irrégulière a fortement augmenté ces dernières années.
29 796 reconduites effectives d'étrangers irréguliers à la frontière ont été réalisées en 2008. Près de 30 000 immigrés ont ainsi été reconduits dans leurs pays d'origine du 1er juin 2007 au 31 mai 2008. En 2008, sur un total d'éloignements volontaires et contraints de 29 796, le nombre des renvois forcés s'est élevé à 19 724. En 2009, la France a renvoyé dans leur pays 29 288 étrangers en situation irrégulière. C'est 1,7 % de moins qu'en 2008, mais plus que l'objectif de 27 000 défini par le gouvernement Fillon. Ce chiffre n'établit pas de distinction entre expulsions et retours volontaires.
23 746 reconduites à la frontière ont été réalisées en 2019 dont 20 994 éloignements non aidés et 2 752 éloignements aidés.
En 2021, les chiffres des expulsions des ressortissants algériens, marocains et tunisiens n’ont, selon Europe 1, « jamais été aussi mauvais ». Pour ce qui concerne l’Algérie, entre janvier et juillet 2021, la justice française a ordonné 7 731 obligations de quitter le territoire français dont seulement 22 ont été effectives, soit un peu plus de 0.2 %. Cette situation s'explique notamment par le fait que l’Algérie refuse de délivrer des laissez-passer consulaires, un document indispensable pour qu’une expulsion soit réalisée. Pour le Maroc et pour la même période, les obligations de quitter le territoire français ont été de 3 301 et les expulsions effectives de 80, soit 2.4 %. Emmanuel Macron a décidé en conséquence de diviser par deux le nombre de visas délivrés pour l’Algérie et le Maroc, et de 30 % pour les citoyens tunisiens, en prenant 2020 comme année de référence.
Selon Le Figaro, en 2021, à peine un éloignement de clandestin sur dix est exécuté faute de coopération des pays dont sont originaires les personnes déboutées, « mais aussi par manque de volonté politique ». Cet état de fait laisse jusqu’à 100 000 étrangers en situation illégale de plus par an sur le territoire.
En 2022, plus de 34 000 clandestins sont régularisés ce qui constitue une hausse de 8 % par rapport à 2021.

### Coûts
En 2009, le coût total des reconduites forcées est estimé à 415,2 millions d'euros pour l'année 2009, soit 20 970 euros par personne en se basant sur l'estimation de 19 800 reconduites forcées cette année. Dans un rapport publié début 2024, la Cour des Comptes chiffre à 1,8 milliard le coût de la lutte contre l’immigration illégale porté à 80 % par le ministère de l'Intérieur.

## Lutte contre l'immigration illégale
Un projet de loi est étudié par le Parlement en 2010 et 2011. À propos de la réforme du régime de rétention des immigrés illégaux en instance d'expulsion, le projet de loi initial et les deux lectures de l'Assemblée nationale, prévoient que l'intervention du juge des libertés et de la détention (JLD) serait repoussée à cinq jours (au lieu de deux avant 2011). Le 30 mars 2011, la Commission des lois du Sénat a convenu de retarder l'intervention du juge des libertés et de la détention (JLD) à quatre jours.

## Mayotte
A Mayotte, sur les dix premiers mois de 2006, 11 392 reconduites à la frontière ont été exécutées, ce qui représente 25 % des reconduites sur tout le territoire de la République française. En 2023, Le Canard enchaîné révèle qu'une opération militaro-policière, appelée opération Wuambushu, serait en cours de préparation afin de multiplier le nombre d'expulsions d'étrangers en situation irrégulière, de destructions de bidonvilles et d'arrestations de délinquants.

## Délit de séjour irrégulier
Des arrêts de la cour de justice de l'Union européenne des 22 juin 2010 et 6 décembre 2011, confirmés par un arrêt de la Cour de cassation du 6 juin 2012, affirment que le seul séjour irrégulier ne peut pas entrer dans le champ d'une incrimination pénale punie d'emprisonnement,.
Dès lors, depuis la loi Valls du 31 décembre 2012, le séjour irrégulier n'est plus un délit pénal,. Ainsi, aucune garde à vue n'est possible sur le constat d'une simple situation irrégulière. Toutefois, une retenue administrative demeure possible et peut aboutir à des mesures d'éloignement ordonnées par la préfecture (articles L813-1 et suivant du CESEDA). 
Le projet de la loi immigration du 26 janvier 2024 prévoyait de rétablir le délit de séjour irrégulier en le sanctionnant d’une amende de 3 750 € et d’une peine de trois ans d’interdiction du territoire. La mesure avait été réintroduite par les sénateurs, après avis favorable du ministre de l’intérieur Gérald Darmanin, mais elle a été considérée comme un cavalier législatif par le Conseil constitutionnel et ne figure donc pas dans le texte promulgué,.

## Soutiens
Des organisations de défense des Droits de l'Homme soutiennent l'accès au droit des personnes étrangères en France : LDH, La Cimade, Réseau éducation sans frontières.